# Ognjemet
Ognjemet je skupina raznobarvnih svetlečih se delcev, ki nastanjejo ob eksploziji pirotehničnih izdelkov, npr. raket, bomb, fontan ipd. Hkrati izraz ognjemet lahko predstavlja sam dogodek (prireditev), ki poteka ob različnih svečanih priložnostih, ob novem letu itd.
Ognjemet je prižiganje pirotehničnih izdelkov na tleh ali njihovo izstreljevanje v zrak. Pri tem dobimo različne svetlobne efekte. V zrak se izstreljujejo ognjemetne bombe različnih kalibrov in oblik, ki so napolnjene z zvezdicami. Ognjemetna bomba se v zraku razpoči, zvezdice se vžgejo in gorijo v različnih barvah.
Ognjemet se že od 15. stoletja, v podobni obliki kot danes pa od 18. stoletja, uporablja za popestritev in poudarjanje slovesnosti na prireditvah in ob različnih priložnostih, saj ga ljudje zaradi raznoterosti oblik in barv sprejemajo z naklonjenostjo in občudovanjem.

## Pravna opredelitev
Pirotehnični izdelki po Zakonu o eksplozivih in pirotehničnih izdelkih (Ur. l. RS, št. 35/2008) sodijo med eksplozive. Pirotehnični izdelki se glede na nevarnost delijo na ognjemetne izdelke in pirotehnične izdelke.
Ognjemetni izdelki so namenjeni zabavi in so razvrščeni v 4 kategorije. Najnižja kategorija KAT1 predstavlja najmanjšo nevarnost, najvišja kategorija KAT4 pa največjo nevarnost.
1. kategorija predstavlja zelo majhno nevarnost, izdelki te kategorije so namenjeni tudi uporabi v zaprtih prostorih;
2. kategorija so izdelki, ki predstavljajo majhno nevarnost in so namenjeni le uporabi na prostem, gledalci naj bi imeli možnost se umakniti vsaj 8 metrov.;
3. kategorija so ognjemetni izdelki, ki predstavljajo srednje veliko nevarnost in so namenjeni samo uporabi na prostem, vendar na večjih odprtih prostorih, npr. na prostranih travnikih, kjer obstaja možnost, da so gledalci na varni oddaljenosti vsaj 25m;
Ognjemetni izdelki kat. 4 pa predstavljajo največjo nevarnost in je uporaba teh izdelkov dovoljena izključno strokovno usposobljenim osebam.
Pirotehnični izdelki, ki ne spadajo med ognjemetne izdelke, pa se delijo na scenske pirotehnične izdelke in druge pirotehnične izdelke. Scenski pirotehnični izdelki so namenjeni filmski produkciji in uporabo na odru, drugi pirotehnični izdelki pa so namenjeni za tehnično uporabo. Oboji se glede na nevarnost delijo na dve kategoriji, prvo in drugo. Prva kategorija (scenski KAT T1, drugi KAT P1) predstavlja manjšo nevarnost in je v prosti prodaji, uporaba 2. kategorije (scenski KAT T2, drugi KAT P2) pa je rezervirana le osebam s specialističnim znanjem. 
Fizične osebe lahko CELO LETO PROSTO KUPUJEJO IN UPORABLJAJO ognjemetne izdelke kategorij 1, 2 in 3. Za izvedbo privatnih ognjemetov, sem spadajo ognjemeti za poroke, rojstne dneve ipd. fizične osebe NE POTREBUJEJO NIKAKRŠNIH DOVOLJENJ. Ker tak privatni ognjemet ni v javnem interesu, mora biti, zaradi zagotavljanja miru, zaključen najkasneje ob 22.00 uri.
Če se izvaja ognjemet na javni prireditvi, je potrebno dovoljenje pristojne Upravne enote. Tak ognjemet, pa se lahko izstreli tudi kasneje.
Osebe s specialističnim znanjem so osebe, ki so opravile preizkus strokovne usposobljenosti in imajo certifikat.
Ognjemeta ni dovoljeno izvajati v bližini bolnic, domov za ostarele, avtocest, pod daljnovodi, ob naftovodih in plinovodih, poleg transformatorskih postaj in drugih izvorov elektromagnetnega sevanja ter objektov z lahko vnetljivimi snovmi. V bližini zdravstvenih domov, šol, vrtcev in cerkev je ognjemet dovoljen le takrat, ko ne obratujejo oziroma v njih ne potekajo dejavnosti.

## Zagotavljanje varnosti
Za zagotavljanje varnosti ljudi in premoženja mora poskrbeti izvajalec s strokovnimi, organizacijskimi, tehničnimi in administrativnimi ukrepi, navedenimi v Pravilniku za izvajanje ognjemetov (Ur. l. RS, št. 104/2008). Izvajalec pripravi Elaborat izvedbe ognjemeta, v katerem so navedeni potek ognjemeta in vsi varnostni ukrepi, ki se morajo izvajati tako med pripravo ognjemeta na izstrelišču, kakor med samim izstreljevanjem ognjemeta. 
Pred izdajo dovoljenja pristojna upravna enota preveri:
- strokovno usposobljenost osebe, ki je odgovorna za izvedbo ognjemeta,
- ustreznost elaborata, ki ga mora izdelati izvajalec ognjemeta in iz katerega so razvidni način in potek ognjemeta ter vsi varnostni ukrepi,
- nadzor nad izvajanjem v dovoljenju predpisanih ukrepov

Za upoštevanje zahtev in pogojev za izvedbo ognjemeta je potreben stalni nadzor, ki ga izvajajo:
- izvajalec ognjemetov, ki z elaboratom, dovoljenji in certifikati dokazuje, da strokovno obvlada vse elemente izvedbe,
- organ, ki je izdal dovoljenje za izvedbo ognjemeta in ki ugotavlja, ali ognjemet poteka v skladu z njim, ter Inšpektorat RS za notranje zadeve,
- policija, ki nadzira upravičenost oziroma zakonitost posesti eksploziva.

Če izvajalec opusti varnostne ukrepe, se mu prepove uporaba eksplozivov.